# Каминосеки
Каминосеки (яп. 上関町 Каминосэки-тё:) — посёлок в Японии, находящийся в уезде Кумаге префектуры Ямагути. Площадь посёлка составляет 34,81 км², население — 2941 человек (1 августа 2014), плотность населения — 84,49 чел./км².

## Географическое положение
Посёлок расположен на острове Хонсю в префектуре Ямагути региона Тюгоку. С ним граничат город Янаи и посёлок Хирао.

## Население
Население посёлка составляет 2941 человек (1 августа 2014), а плотность — 84,49 чел./км². Изменение численности населения с 1980 по 2005 годы:
| 1980 | 6773 чел. |  |
| 1985 | 6155 чел. |  |
| 1990 | 5516 чел. |  |
| 1995 | 4845 чел. |  |
| 2000 | 4307 чел. |  |
| 2005 | 3706 чел. |  |